# بلدية يارومال
بلدية يارومال هي بلدية في كولومبيا، تتبع إدارة أنتيوكيا، بلغ عدد سكانها 26٬603  نسمة، في 2005، تبلغ مساحتها 724 كيلومتر مربع.

## أعلام
- فرنسيسكو أنطونيو كانو كاردونا
- أليكس كانو
- جون خايرو فيلاسكيز
- هيرنان ميدينا كالديرون